# لوبین آر-۱۳
لوبین آر-۱۳ (به انگلیسی: Lublin R-XIII) یک هواپیمای تجسسی و رابط ساخت شرکت Plage i Laśkiewicz, LWS است. هواگرد لوبین آر-۱۳ نخستین پرواز خود را در ۱۹۳۱ میلادی انجام داد. این هواگرد در سال ۱۹۳۲ میلادی رسماً معرفی گردید و در سال‌های ۱۹۳۲–۱۹۳۸ تولید شده‌است. در مجموع، تعداد ۲۷۳ فروند از این هواگرد ساخته شده‌است.

## ویژگی‌ها
داده‌ها از Cynk, 1971
ویژگی‌های عمومی
- خدمه: ۲ (خلبان و افسر ناظر)
- طول: ۸٫۲ متر (۲۶ فوت ۱۱ اینچ)
- پهنای بال: ۱۳٫۲۵ متر (۴۳ فوت ۶ اینچ)
- ارتفاع: ۲٫۷۶ متر (۹ فوت ۱ اینچ)
- مساحت بال‌ها: ۲۴٫۵ متر مربع (۲۶۴ فوت مربع)
- وزن خالی: ۸۹۱ کیلوگرم (۱٬۹۶۴ پوند) در حالت مسلح
- وزن ناخالص: ۱٬۳۳۰ کیلوگرم (۲٬۹۳۲ پوند)
- ظرفیت سوخت: ۲۰۰ لیتر (۴۴ گالون بریتانیایی؛ ۵۳ گالون آمریکایی)
- پیشرانه: ۱ عدد موتور شعاعی ۹ سیلندر Wright Whirlwind J-5, ۱۶۰ کیلووات (۲۲۰ اسب بخار)
- ملخ‌ها: دوملخه Somanski fixed pitch (چوبی)

عملکرد
- حداکثر سرعت: ۱۷۷ کیلومتر بر ساعت (۱۱۰ مایل بر ساعت، ۹۶ گره) در سطح دریا
- بُرد: ۶۰۰ کیلومتر (۳۷۰ مایل، ۳۲۰ مایل دریایی)
- حداکثر ارتفاع: ۴٬۱۰۰ متر (۱۳٬۵۰۰ فوت)
- زمان اوج‌گیری: ۲۲ تا ۳۳ ثانیه ۳٬۰۰۰ متر (۹٬۸۰۰ فوت)
- طول طی شده هنگام تیک‌آف: ۶۸ متر (۲۲۳ فوت)

تسلیحات

- اسلحه‌ها: یک مسلسل ۷٫۷ میلیمتر (۰٫۳۰۳ اینچ) و یک Scarf ring در کابین عقب